# Kamenné koule v Kostarice
Kamenné koule v Kostarice je souhrnný název více než 500 koulí nacházejících se především na jihu Kostariky (provincie Puntarenas) v aluviálním údolí Diquís a na ostrově Isla del Caño. Jejich jedinečnost v celosvětovém měřítku spočívá v jejich počtu, velikosti i dokonalému tvaru. Význam a způsob vzniku koulí zůstávají předmětem studií a do současnosti jsou nezodpověděnou otázkou. Díky vrstvě sedimentu, ve kterém byly koule nalezeny, byly ušetřeny poškození, krádeží či rabování, které postihly většinu kostarických archeologických nalezišť. Mnoho z koulí se nachází v soukromých sbírkách a muzeích po celém světě. Rozměry jednotlivých koulí se pohybují od 10 cm až k 2,57 m a váží až 16 tun. Většina je tvořena granodioritem a gabrem, některé pak vápencem. K novodobému nalezení kamenných koulí došlo v 30. letech 20. století, kdy ovocnářská firma United Fruit Company zakládala plantáže banánovníku na jihu Kostariky.
V roce 2014 byly lokality s nalezišti kamenných koulí zapsány na seznam světového kulturního dědictví UNESCO. Jedná se o čtyři naleziště o souhrnné rozloze 25 ha. Tato archeologická naleziště jsou považována za unikátní příklad sociálního, ekonomického a politického systému lidské společnosti, která zde žila v období cca 500 až 1500 let našeho letopočtu (tzv. předkolumbovské období). Sestávají z lidmi vytvořených násypů, zpevněných ploch a z pohřebišť a zároveň zahrnují naleziště výše zmíněných kamenných koulí.

## Další informace
Kamenné koule se také vyskytují v České republice v Jablunkovské brázdě, na Slovensku v Turzovské vrchovině i jinde, např. na pobřežní Moeraki Boulders na Novém Zélandu.

## Fotogalerie

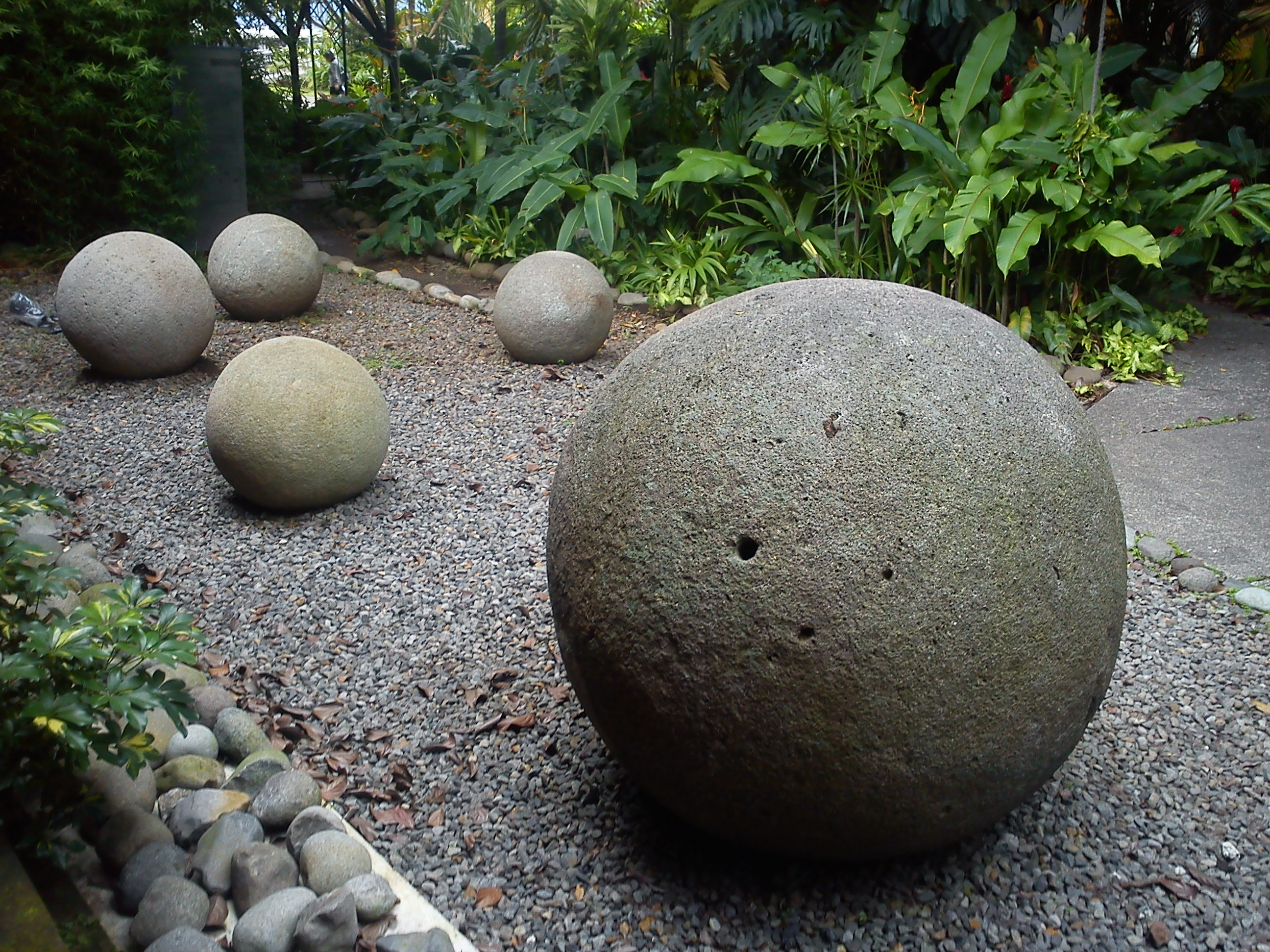
kamenné koule v prostorách Kostarického národního muzea
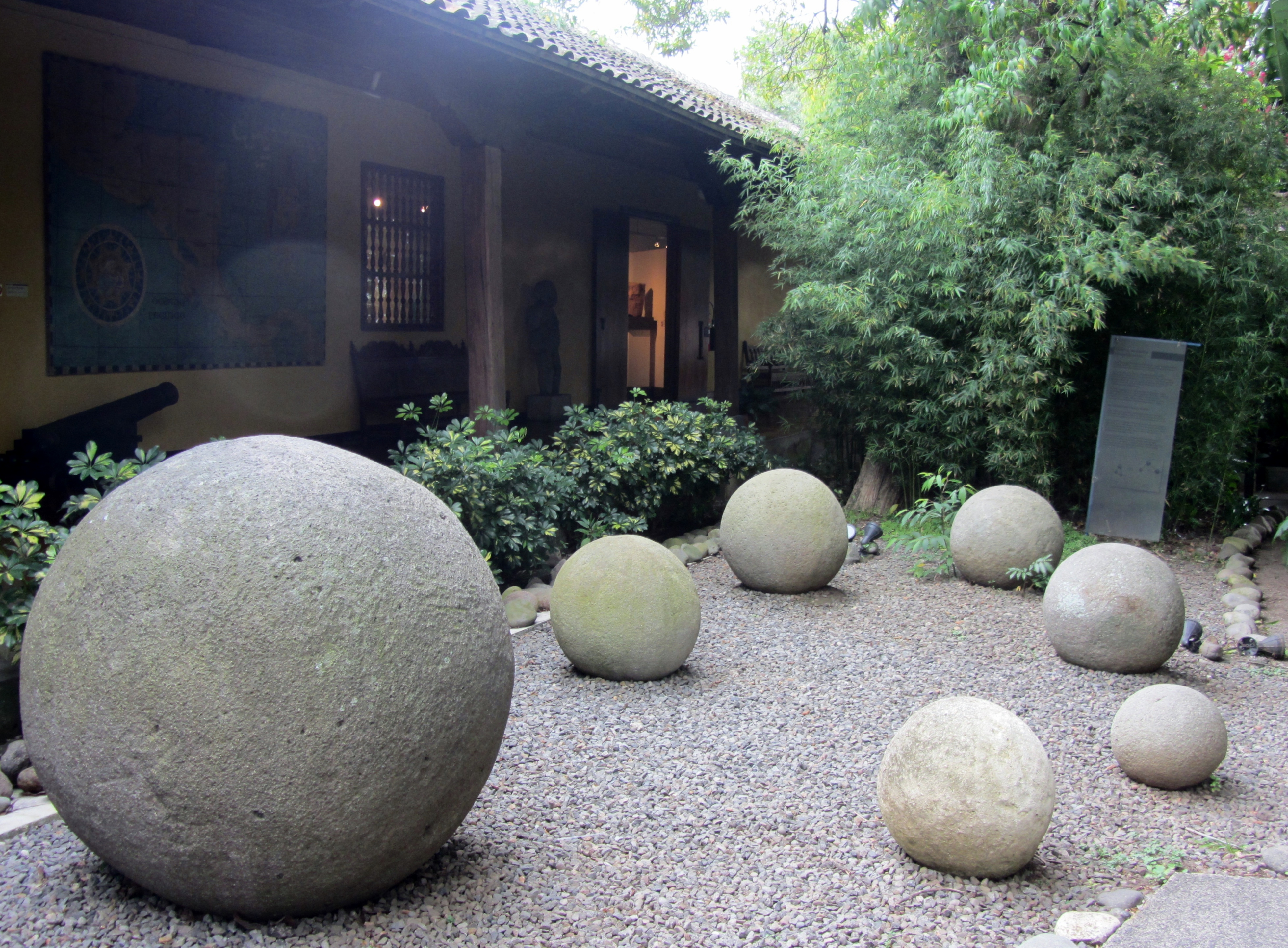
kamenné koule v prostorách Kostarického národního muzea
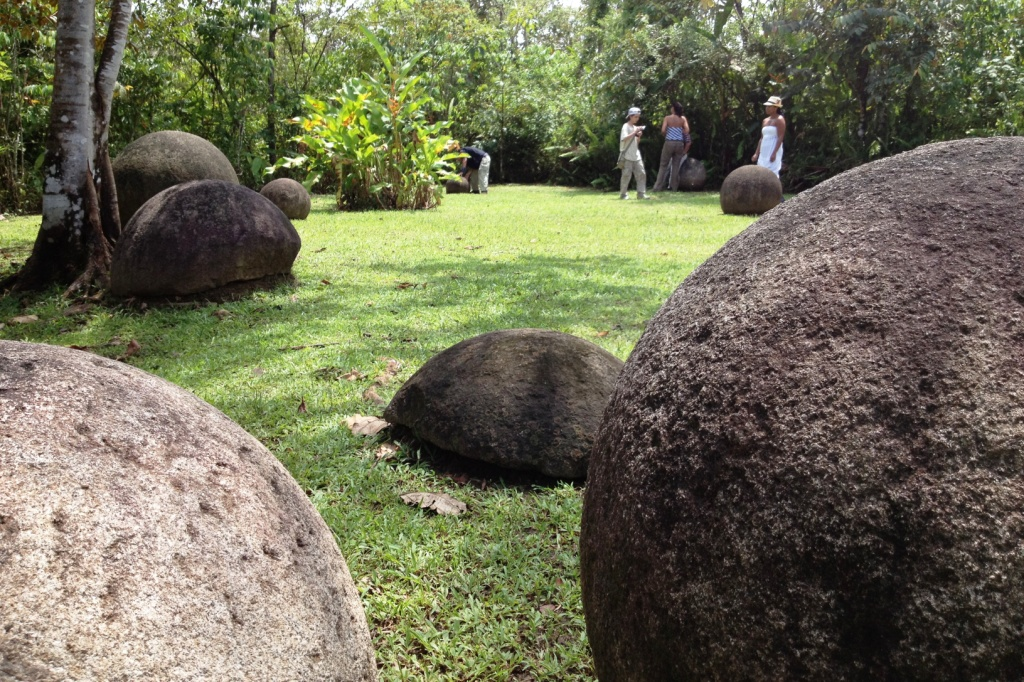
koule v Parque de Las Esferas, Kostarika